# 항공장애등

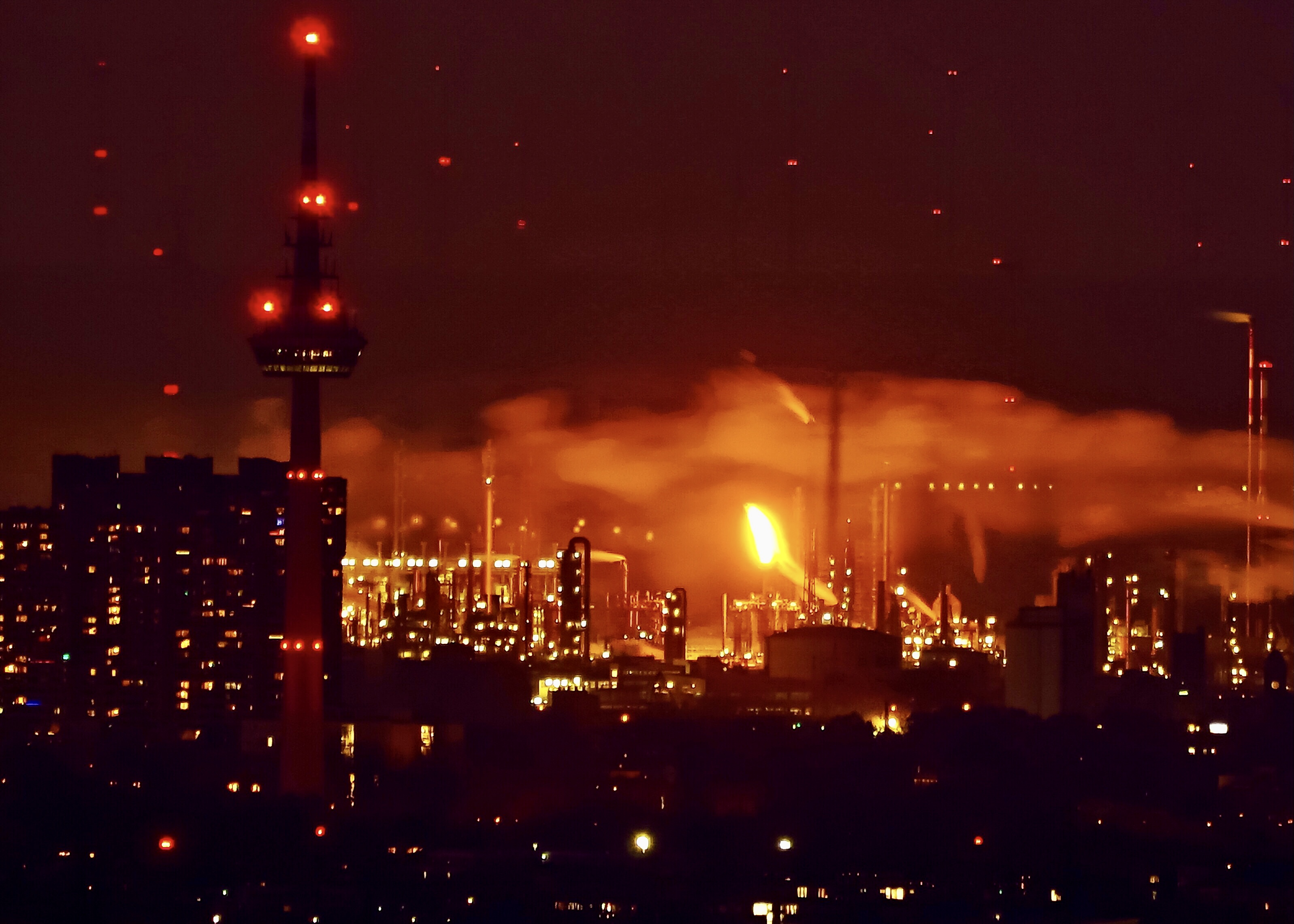

항공장애등(Aviation obstruction lighting)은 항공기의 안전한 항행을 보장하기 위해 고층건물을 비롯한 높은 건조물의 꼭대기 부근에 설치하는 조명이다.
멀리 떨어져 있는 비행기 파일럿이 보고 인식할 수 있도록 강력한 섬광등 또는 발광다이오드를 사용한다.